# Adiato Djaló Nandigna
Adiato Djaló Nandigna (6 de noviembre de 1958) es una política de Guinea-Bisáu. Se desempeñó en 2012 como Primera ministra interina de Guinea-Bisáu, hasta que gobierno fue derrocado en el golpe de Estado de 2012, siendo arrestada por los servicios de seguridad en 2013. Posteriormente regresó como Ministra de Defensa en el gabinete del Primer Ministro Carlos Correia en 2015.

## Carrera
En 2008, Adiato Djaló Nandigna se desempeñaba como Ministro de Cultura, Juventud y Deportes.
Asumió como primera ministra interina de Guinea-Bisáu el 10 de febrero de 2012, siendo la primera mujer en ocupar el cargo. Paralelamente también se desempeñó como portavoz del gobierno. Anteriormente había sido Ministra de Comunicaciones del Primer Ministro Carlos Gomes Júnior.
Fue depuesta en un golpe de Estado junto con el presidente interino Raimundo Pereira y otros miembros civiles del gobierno. Nandigna fue arrestada el 21 de noviembre de 2013 por los servicios de inteligencia y seguridad de Guinea-Bissau, una medida que fue criticada por la Liga de Derechos Humanos Guineana.
Después de convertirse en asesora del presidente José Mário Vaz, fue nombrada para el cargo de Ministra de Defensa en 2015 bajo el mandato del Primer Ministro en funciones Carlos Correia.